# Львівський професійний коледж сфери обслуговування та поліграфії
Львівський професійний коледж сфери обслуговування та поліграфії ― провідний професійно-технічний навчальний заклад, який здійснює підготовку кваліфікованих робітників для ІТ, поліграфічної, будівельної галузей та сфери обслуговування

Історія Львівського професійного коледжу сфери обслуговування та поліграфії починається зі школи й друкарні Ставропігійського братства. 
Коледж має досвід понад 430 років освітньої діяльності.
Дане училище — це єдиний у Західному регіоні України навчальний заклад, що готує кваліфікованих робітників для поліграфічної галузі.

## Спеціальності підготовки професій у Львівському коледжі сфери обслуговування та поліграфії[1]
Львівський коледж сфери обслуговування та поліграфії пропонує широкий спектр професій для здобуття якісної освіти та подальшого успішного працевлаштування. Навчання відбувається як на базі 9-ти, так і на базі 11-ти класів, з різною тривалістю підготовки, що дозволяє максимально адаптувати освітній процес до потреб абітурієнтів.

### Професії на базі 9 класів
Для випускників 9-х класів коледж пропонує трирічні програми професійної підготовки, що дозволяють здобути комплексну спеціальність та ґрунтовні практичні навички.
1. Оператор комп’ютерного набору. Друкар офсетного плоского друкування. Палітурник Ця комплексна професія готує фахівців для поліграфічної галузі. Студенти опановують навички роботи з комп'ютером для набору та обробки тексту, основи офсетного друку, а також технології палітурних робіт, що дозволяє їм працювати на різних етапах створення друкованої продукції.
2. Слюсар з ремонту колісних транспортних засобів Професія орієнтована на підготовку кваліфікованих фахівців з діагностики, обслуговування та ремонту легкових та вантажних автомобілів. Навчання включає вивчення будови автомобіля, принципів роботи його систем, а також практичні навички з усунення несправностей.
3. Столяр. Виробник художніх виробів з деревини Ця спеціальність поєднує класичне столярство з мистецтвом обробки деревини. Випускники зможуть виготовляти меблі, столярні вироби, а також створювати унікальні художні вироби з дерева, розвиваючи як технічні, так і творчі навички.
4. Кухар. Офіціант Програма готує універсальних фахівців для сфери громадського харчування. Студенти вивчають технології приготування різноманітних страв, основи кулінарного мистецтва, а також правила та етику обслуговування відвідувачів у закладах ресторанного типу.
5. Перукар (перукар-модельєр) Ця професія відкриває двері у світ краси та стилю. Навчання охоплює всі аспекти перукарського мистецтва: стрижки, фарбування, укладки, створення зачісок, а також основи моделювання та догляду за волоссям.

### Професії на базі 11 класів
Для тих, хто вже має повну загальну середню освіту, коледж пропонує скорочені програми підготовки, що дозволяють швидко здобути затребувану професію.
1. Агент з організації туризму. Адміністратор (1,5 роки) Ця спеціальність готує фахівців для туристичної та готельно-ресторанної сфери. Студенти опановують навички організації туристичних подорожей, роботи з клієнтами, бронювання послуг, а також адміністрування та управління в різних установах сфери обслуговування.
2. Оператор з обробки інформації та програмного забезпечення (1,5 роки) Професія для тих, хто прагне працювати з інформаційними технологіями. Навчання зосереджено на обробці даних, роботі з різним програмним забезпеченням, що є затребуваним у багатьох сучасних офісах та компаніях.
3. Оператор комп’ютерного набору. Оператор комп’ютерної верстки (2 роки) Ця спеціальність орієнтована на підготовку фахівців для видавничої та поліграфічної галузі. Випускники зможуть професійно виконувати комп'ютерний набір текстів та здійснювати верстку друкованих матеріалів, готуючи їх до друку.
4. Слюсар з ремонту колісних транспортних засобів. Оператор заправних станцій (2 роки) Розширена програма для автомобільної сфери. Окрім ремонту транспортних засобів, студенти отримують знання та навички для роботи оператором на автозаправних станціях, що розширює їхні можливості працевлаштування.
5. Столяр. Виробник художніх виробів з деревини (2 роки) Аналогічна програма, як і для випускників 9-х класів, але зі скороченим терміном навчання. Вона дозволяє швидко опанувати професію столяра та майстра з виготовлення художніх виробів з дерева.
6. Маляр. Лицювальник-плиточник (2 роки) Ця професія готує будівельних фахівців з оздоблювальних робіт. Студенти вивчають технології малярних робіт, підготовки поверхонь, а також укладання плитки, що є вкрай затребуваним у будівництві та ремонті.
7. Кухар. Офіціант (1,5 роки) Скорочена програма для тих, хто бажає швидко опанувати професії кухаря та офіціанта, здобувши необхідні знання та практичні навички для роботи у закладах харчування.
8. Перукар (перукар-модельєр) (2 роки) Аналогічна програма, як і для випускників 9-х класів, але зі скороченим терміном навчання, що дозволяє швидко здобути професію перукаря-модельєра.

Львівський коледж сфери обслуговування та поліграфії забезпечує якісну підготовку, надаючи студентам не лише теоретичні знання, а й значний обсяг практичної роботи у сучасних навчально-практичних центрах, що сприяє їхній успішній кар'єрі.

## Навчально-практичні центри Львівського коледжу сфери обслуговування та поліграфії[3]
Навчально-практичні центри (НПЦ) є важливою складовою освітнього процесу Львівського фахового коледжу сфери обслуговування та поліграфії, що забезпечують підготовку висококваліфікованих фахівців відповідно до сучасних вимог ринку праці. Ці центри створені для інтеграції теоретичного навчання з практичною діяльністю, дозволяючи студентам здобувати реальний досвід роботи та вдосконалювати професійні навички.

### Спеціалізація та діяльність центрів
Львівський фаховий коледж сфери обслуговування та поліграфії має кілька спеціалізованих навчально-практичних центрів, кожен з яких орієнтований на певний напрямок:
1. Навчально-практичний центр “Digital Printing” Цей центр є ідеальною базою для якісного друку у Львові. Він фокусується на сучасних технологіях цифрового друку, дозволяючи студентам освоювати процеси додрукарської підготовки, безпопосередньо друк та післядрукарську обробку, що відповідає сучасним вимогам поліграфічної галузі.
2. Навчально-практичний центр «Digital learning» Центр зосереджений на впровадженні цифрових технологій в освітній процес та підвищенні компетентностей у сфері цифрового навчання. Він також є платформою для обговорення та вивчення інновацій, зокрема у сфері штучного інтелекту в освіті.
3. Навчально-практичний центр «Śniezka» Даний центр є важливим для підготовки фахівців у галузі оздоблювальних робіт та утеплення. На базі НПЦ «Śniezka» проводяться навчання та тренінги, що дозволяють студентам здобувати практичні навички роботи з сучасними будівельними матеріалами та технологіями від компанії "Śniezka".
4. Навчально-практичний центр Laser Design Цей центр спеціалізується на роботі з лазерними технологіями та дизайном. Команда "Laser-design" активно бере участь у різноманітних проектах та фестивалях, демонструючи свої вміння та здобуваючи нагороди, що свідчить про високий рівень підготовки студентів у цьому напрямку.

### Роль у підготовці фахівців
Навчально-практичні центри є невід'ємною частиною сучасної системи професійної освіти Коледжу. Вони створюють унікальне середовище, де студенти можуть:
- Працювати з реальним обладнанням, що мінімізує час адаптації на виробництві.
- Виконувати практичні завдання, які імітують реальні виробничі ситуації.
- Взаємодіяти з викладачами-практиками, які мають досвід роботи в галузі.
- Набувати не лише технічних навичок, а й розвивати "м'які" навички (комунікація, робота в команді, вирішення проблем), що є вкрай важливими для успішної кар'єри.
- Здобувати конкурентні переваги на ринку праці завдяки значному обсягу практичної підготовки.

Фактично, НПЦ виконують функцію моста між академічним навчанням і реальними вимогами бізнесу, забезпечуючи випускникам Львівського фахового коледжу сфери обслуговування та поліграфії високий рівень професіоналізму та готовність до ефективної роботи.

## Історія навчального закладу
Друкарська справа у Львові бере свій початок ще з ХV століття. За дослідженнями українських та закордонних учених, у середині XV ст. у Львові вже працювала друкарня Степана Дропана, заможного львівського міщанина, який, судячи з архівних документів, подарував згодом цю друкарню Свято-Онуфріївському монастирю. Але ці стародруки, на жаль, не дійшли до нас.
Історія ДНЗ «Ставропігійське вище професійне училище м. Львова» починається з школи і друкарні Ставропігійського братства. У 2016 році наш навчальний заклад відзначив 430-річчя освітньої діяльності. Саме в цих стінах на вул. Ів. Федорова (тоді Бляхарській) в 1586 році було засновано друкарню і одну з перших шкіл в Україні — при Львівському Успенському братстві. З братської школи почалося поширення в Україні педагогіки гуманізму, і сучасний навчальний заклад у своїй роботі спирається на положення, розроблені ще братчиками.
З найдавніших книг, видрукуваних в Україні, до нас дійшли першодруки Івана Федоровича, саме його верстати зберігалися в будівлі на теперішній вул. Федорова, 9 і стали основою для створення братської друкарні.
За браком коштів наприкінці 1579 року, друкар заставив свою друкарню львівському купцю єврею Якубовичу, який, в свою чергу, після смерті Федоровича відсудив її у власність.
Місцевий єпископ Гедеон разом з Братством церкви Успіння видали Якубовичу розписку на 1500 злотих і зобов’язався виплатити цю суму поступово рівними частинами. Цей факт купівлі друкарні в 1585 році і вважають початком славної Братської, а пізніше Ставропігійської друкарні. Викуп друкарні Братством відбувався поступово, різними частками із зібраних громадських коштів, і тривав багато років. Справа утвердження Ставропігійської друкарні йшла вперед дуже поволі.
У січні 1586 р. патріархом Антіохійським Якимом затверджено статут Львівського братства, що встановлював за братством право зверхності над іншими братствами та контроль за духовенством, у тому числі єпископами.
Незабаром братство домоглося права ставропігії — непідлеглості місцевим православним єпископам. Згодом його статут став зразком для ряду православних братств Західної та Правобережної України. 10 грудня 1586 р. до львівської громади звернувся єпископ Гедеон, який також відзначив у своєму листі, що для потреб друкарні та школи потрібні люди ремісничі. Для збору пожертв єпископ послав богомольців та львівських священників. 1 травня 1587 р. єпископ надсилає свого третього листа, в якому вказує, що знайшлися ремісничі друкарської справи, учні Івана Федоровича, які вже працювали у Львові та в Острозі: син першодрукаря Іван друкаревич, Переплетник; Гринь Іванович із Заблудова і двоє з львівського Підзамча — Сачко Сенькович Сідляр та Сенько Корунка; освічений чернець Онуфріївського монастиря Мина, перший друкар братський.
6 листопада 1589 р. патріарх Царгородський Єремій видав пастирського листа, в якому теж закликає складати пожертви на викуп друкарні в Якубовича. Але на той час Братство вже створило школу і тому почало дбати про відповідне благословення своєї праці. І в листопаді того ж 1589 року воно отримало для себе важливу Грамоту патріарха Єремії, в якій надав дозвіл друкувати книги церковні, літописи, а також підручники необхідні для навчання учнів в Братській школі. Але грошей потрібно було дуже багато, бо Братство будувало собі церкву, утримувало школу і вже на третьому місці стояла друкарня. Отже, використовувалися різні засоби для добування коштів. 8 жовтня 1590 року Братство надсилає листа архієпископу молдавському Георгію, щоб він зібрав можливі пожертви. 17 січня 1591 року у Львів приїхав митрополит Київський Михаїл і віддав видрукувати Грамоту патріарха Єремії 1589 року про заборону приносити до церкви для посвячення м’ясо та пироги на Великдень та Різдво.
Ці Грамоти вийшли 23 січня. Крім цього, вчителі та учні львівської братської школи вітали митрополита. Вітання це було надруковане 1 лютого цього ж року. У вересні—на початку жовтня з друкарні вийшов і перший друкований підручник для братської школи «Грамматика доброглаголиваго Єллино-словенскаго языка», в передмові до якої розповідається про перші кроки Львівського Братства.
Привілеї, які здобуло собі Братство від патріархів Якима та Єремії, зробили його вільним від догляду місцевого єпископа Гедеона, який в свою чергу, не міг примиритися з приниженням своєї влади, і тому розпочалася запекла боротьба з Братством.
Єпископ Гедеон Балабан посилався постійно на те, що він має королівський привілей на єпископію, відмінити якого не може навіть патріарх. Тому Братство вирішило роздобути і собі королівський привілей, з яким воно зможе боронитися як від польських інституцій, так і від львівського магістрату, які постійно перешкоджали його праці. Братство попросило своїх приятелів, князя Острожського та Федора Скумина Тишкевича, сильних магнатів, про допомогу. Завдяки заступництву Острожського та Федора Скумина Тишкевича, 15 жовтня 1592 року король видав Братству відповідний привілей, яким затвердив право Братства на друкування книжок.
А в 1593 році патріарх Царгородський Єремій видав Грамоту на ставропігію, тобто на повну незалежність від місцевої духовної влади. Цей акт говорить про те, що львівський братський заклад «да пребывает свободный и непопираемый от всякого лица митрополитского и єпископского, єдину свободно знаючи и имеючи главу єго, наше смирениє, и от нея всякого устроєния и суду, управления же и владзы чающи и приймующи». Таким чином повстала львівська братська друкарня. В 1593 році закінчується перша доба її історії — доба організування та урядження цієї друкарні. Переглядаючи історію львівської Ставропігійської друкарні за весь час її існування, ми спостерігаємо постійну боротьбу за неї:
- В 1600 р. — звернення Братства до громадян з проханням пожертви (через надмірні утиски українського народу, відсутність допомоги з боку місцевої влади).
- З 1608 р. — друкарню перенесено до Онуфріївського монастиря, що до 1615 р. належав Братству через те, що приміщення друкарні стало потрібним для різних матеріалів та робітників церкви. Друкарською справою зайнялися ченці, а управителем друкарні був ієромонах Пафнутій. Під час перебування друкарні в Онуфріївському монастирі тут видрукувано три книжки.
- Навесні 1616 р. — вигоріла Руська вулиця у Львові, згоріло багато друкованих книжок, саму друкарню врятували.
- 1628 р. — через велику пожежу у Львові цілком згоріла братська друкарня, але Братство тепер вже само добре зрозуміло силу друкованого слова, а тому негайно взялося за відновлення друкарні. Друкарню швидко відновили за пожертви щедрих добродіїв.
- 1630 р. — знову розпочалося важке життя братської друкарні, знову довелося боронити її від численних ворогів, що нападали зі всіх боків.
- 1651 р. — хорунжий Станіслав Студзинський на підставі Грамоти виданої королем польським почав розпоряджатися друкарнею, як своєю. Братство рішуче запротестувало і негайно кинулося за обороною до всіх своїх визначних приятелів. Витративши на це великі кошти, вдалося повернути друкарню Братству.
- 1678 р. — Львівський єпископ Йосиф Шумлянський, таємний уніат, заклав собі власну друкарню і почав підривати матеріальні інтереси Братства. Відбулося це тому, що воно вперто не приймало унії, але 2.05.1708 р. Братство не витримало і капітулювало, прийнявши унію.
- 1722 р. — після Замостського собору посипалися на Братство різні нагінки, вже від своїх. Львівський єпископ Афанасій Шептицький намагався взяти владу над друкарнею та встановити цензуру на всі видання. Братську друкарню секвестрували.
- 9.09.1727 р. — після скарги Братства в Рим, останній зняв секвестр, але для ревізії братських видань, призначив спеціальну комісію, яка працювала 2 роки, зібрала багато книжок з цілого краю та знищила багато давніх книжок за підозрою в порушенні цензури.
- Поч. лютого 1732 р. — василіани з Почаївського монастиря надіслали скаргу до Варшави, ніби в братських львівських виданнях багато противного католицькій вірі. Справа ця знову вимагала від Братства великих коштів і тяглася доти, аж поки Почаїв не перейшов до Росії.

Звичайно Братство віддавало свою друкарню в оренду, про що складало певну угоду. Спочатку орендарями були монахи, потім світські фахові люди: Йосиф Кирилович, Іван Кунотович, Михайло Сльозка, Андрій Скульський, Дмитро Кульчицький, Семен та син його Василь Ставницький, Степан Половецький. Орендарі (управителі) самі підбирали собі потрібну «челядь», друкували Братству книжки звичайно за плату від окремого примірника, окрім цього, їм давали ще й певний відсоток книжок (від 5%) від цілого тиражу. За друкарською справою від Брастсва доглядав «дозорець» — обраний братчик. На річних зборах Братства цей дозорець докладав про порядок та друкарську справу у друкарні.
Львівське Братство — найстаріше церковне братство в усій Україні. Слава його перенеслася й на братську друкарню і вона дійшла до нових часів з «славою, віками не стираємою».
Львівська Ставропігійська друкарня з 1591 року працює невпинно, без перерви аж до нашого часу. Це найстаріша друкарня не тільки на Україні, але й на весь слов’янський світ.
З 1591 по 1722 рік з друкарні вийшло понад 138 наіменувань книжок, більше 160 тис. примірників. Львівські друки широко розходилися по Галичині, Волині, Поділлі, Київщині, Молдавії, Сербії, Болгарії, Білорусії, Московії.
З цієї ж друкарні приїхав до Києва Памва Беринда, перший постійний вчений друкар київський, який працював у Київській Лаврській друкарні до своєї смерті в 1632 році.
Львівська братська друкарня — це перша на Вкраїні друкарня, що по-купецьки поставилася до друкарської справи. Великі доходи зі своєї друкарні Братство пускало виключно на братські культурні цілі: на ці кошти утримувалися: школа, шпиталь, сама друкарня, Успінська церква, Онуфріївський монастир, допомогалося бідним.
Ні одна українська друкарня не зазнала такої трагічної долі. Все життя своє вона боролася з численними нападамими і більшість сил своїх витрачала на свою оборону. Завдяки цій боротьбі друкарня існує і сьогодні.
В 1778 році нова австрійська влада ліквідувала Успенське Ставропігійське Братство (засноване у 1463 р.).
«На базі існуючого братства у 1788 р. декретом цісаря Йосифа ІІ у Львові було створено Ставропігійський інститут, що окрім школи утримував (до 1939 р.) окрему бурсу, де друкарській справі мали можливість навчатися здібні учні. Роботи деяких талановитих студентів друкувались у братській друкарні. Крім слов’янської мови, грецької та латини студенти вивчали граматику, математику, риторику, поетику, діалектику, богослов’я, філософію, астрономію та музику. Школа була водночас бурсою, де жили бідніші студенти.
Ставропігія мала свою бібліотеку. На її полицях зберігалося близько 300 дорогоцінних книг, котрі зі заснуванням братського музею потрапили до його збірки. 15 книг збереглося досі». [Павло Лопата. Інтернет-видання «Міст», тижневик для українців всього світу].
На жаль, панівне становище в Ставропігійському інституті з першої половини ХІХ ст. захопили москвофіли, котрі фактично заперечували існування української нації.
Але знайшлися в Галичині люди, що відродили український дух. Передові молоді вчені Маркіян Шашкевич, Іван Вагилевич і Яків Головацький 1837 року видали книжку «Русалка Дністрова», яка була написана мовою простого народу. Це було сміливим викликом проти національного гноблення українців.
З приходом до Львова більшовиків у 1939 р., Ставропігійський інститут змушений був припинити свою діяльність.
Варто відзначити такий цікавий факт, що у стінах Ставропігії 15 травня 1848 року у Львові вийшла у світ перша українська газета «Зоря Галицька», а у 1918 р. відбувалися засідання Української національної Ради, які перетворилися на парламент Західно-Української Народної Республіки (один з кроків на довгій і важкій дорогзі до здобуття незалежності).
Такий екскурс у минулу історію. А що маємо на сьогодні у тих давніх мурах, у місці, яке стало магічним, овіяне віками, благословенне працею натхненних людей?
З жовтня 1944 р. тут здійснює освітню діяльність ремісниче училище, що ось уже понад 70 років готує кваліфікованих робітників для поліграфічної промисловості. Звичайно ж за такий період заклад неодноразово реорганізовувався, але його функція, книгодрукування та навчання обдарованих дітей друкарській справі, і нині залишається незмінною. За цей час підготовлено і випущено понад 13 тисяч фахівців, які успішно працюють на поліграфічних підприємствах України та поза її межами.
У 1999 р. створений новий навчальний заклад шляхом злиття двох професійно-технічних училищ № 58 м. Львова (поліграфія) та № 17 м.  Львова (будівництво), який в 2003 р. переріс у Ставропігійський професійний ліцей м.  Львова. Таким чином повернулася історична назва.
У жовтні 2013 р. ліцей набув статусу Державного навчального закладу «Ставропігійське вище професійне училище м.  Львова», що дає можливість надалі стрімко розвивати освітню діяльність: підготовку і випуск кваліфікованих робітників вищого розряду.
- 01 березня 2024 року відбулася зміна назви Державного навчального закладу "Ставропігійське вище професійне училище м. Львова" на "Львівський професійний коледж сфери обслуговування та поліграфії."